# Fita quebra-cabeças

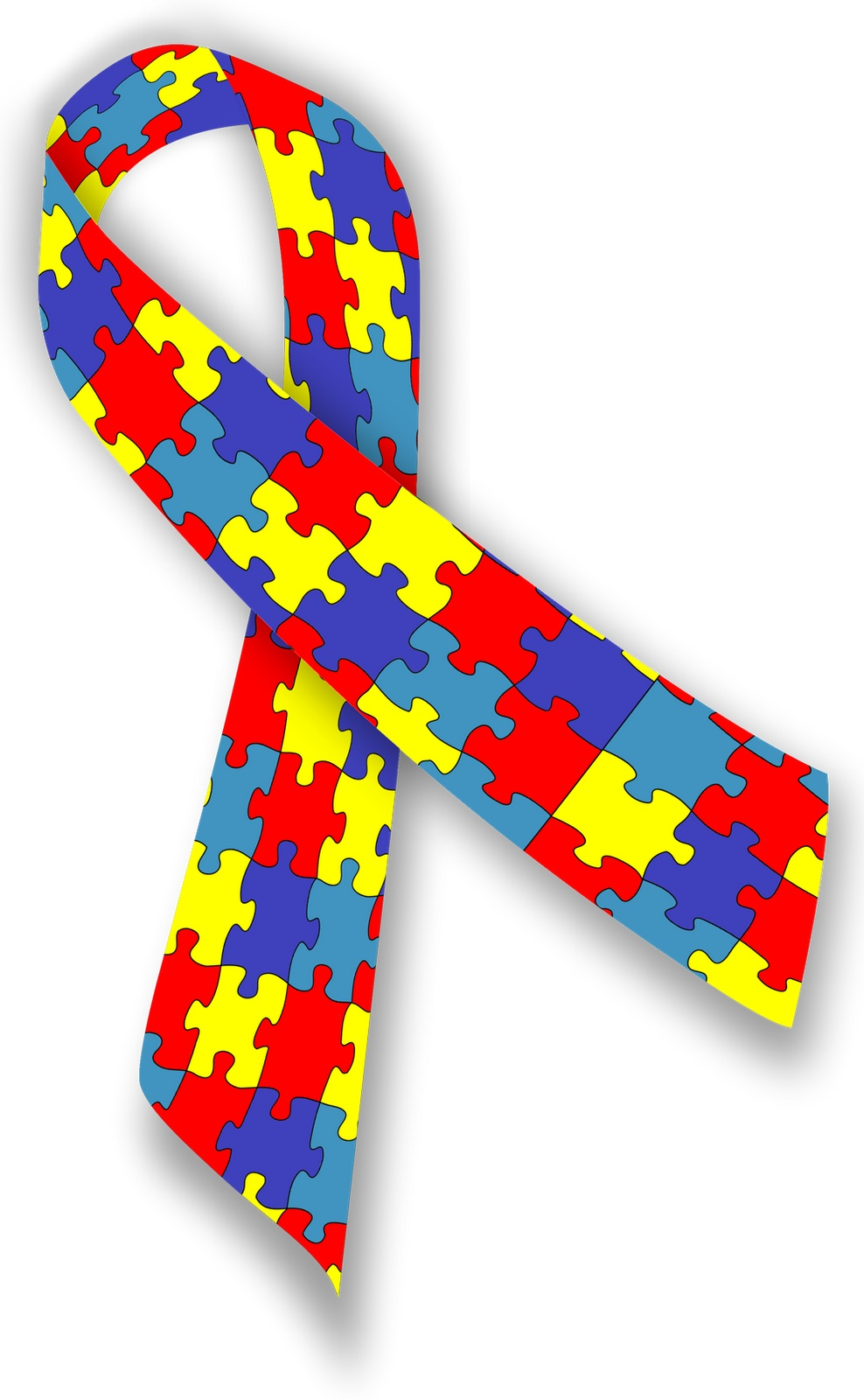
Fita símbolo do autismo

A fita feita de peças de quebra-cabeça coloridas, representa o mistério e a complexidade do autismo, e é um símbolo mundial da conscientização em relação a esta condição, muito usada principalmente no Dia Mundial de Conscientização do Autismo, todo 2 de abril, quando muitos monumentos ao redor do mundo são iluminados de azul, cor definida para o autismo, que tem prevalência de aproximadamente quatro meninos para uma menina.
O autismo é uma disfunção global do desenvolvimento. É uma alteração que afeta a capacidade de comunicação do indivíduo, de socialização (estabelecer relacionamentos) e de comportamento (responder apropriadamente ao ambiente — segundo as normas que regulam essas respostas). Esta desordem faz parte de um grupo de síndromes chamado transtorno global do desenvolvimento (TGD), também conhecido como transtorno invasivo do desenvolvimento (TID), do inglês pervasive developmental disorder (PDD). Entretanto, neste contexto, a tradução correta de "pervasive" é "abrangente" ou "global", e não "penetrante" ou "invasivo". Mais recentemente cunhou-se o termo Transtorno do Espectro do Autismo (TEA) no DSM-5, o Manual de Diagnóstico e Estatística dos Transtornos Mentais, para englobar o Autismo, a Síndrome de Asperger e o Transtorno Global do Desenvolvimento Sem Outra Especificação.